# Exceptioneel transport

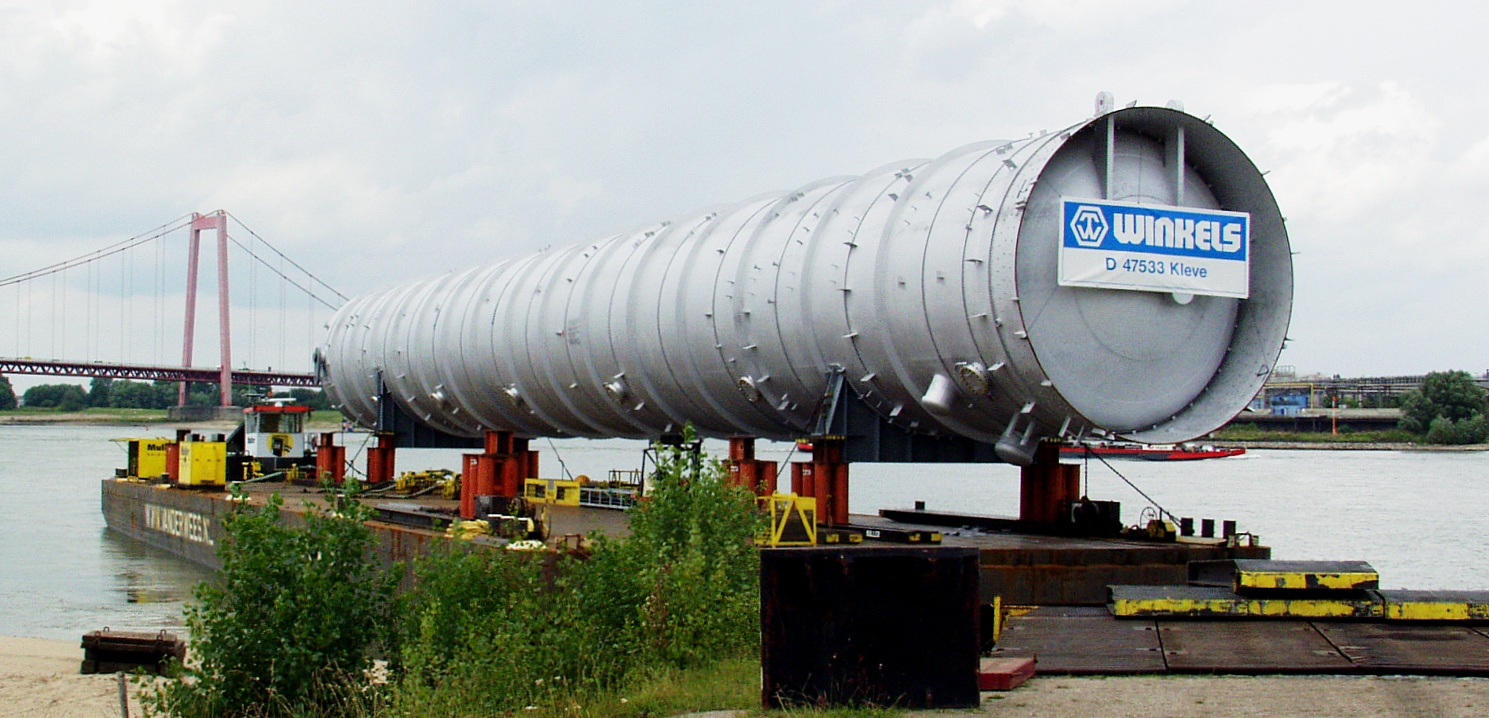
Exceptioneel transport over het water.

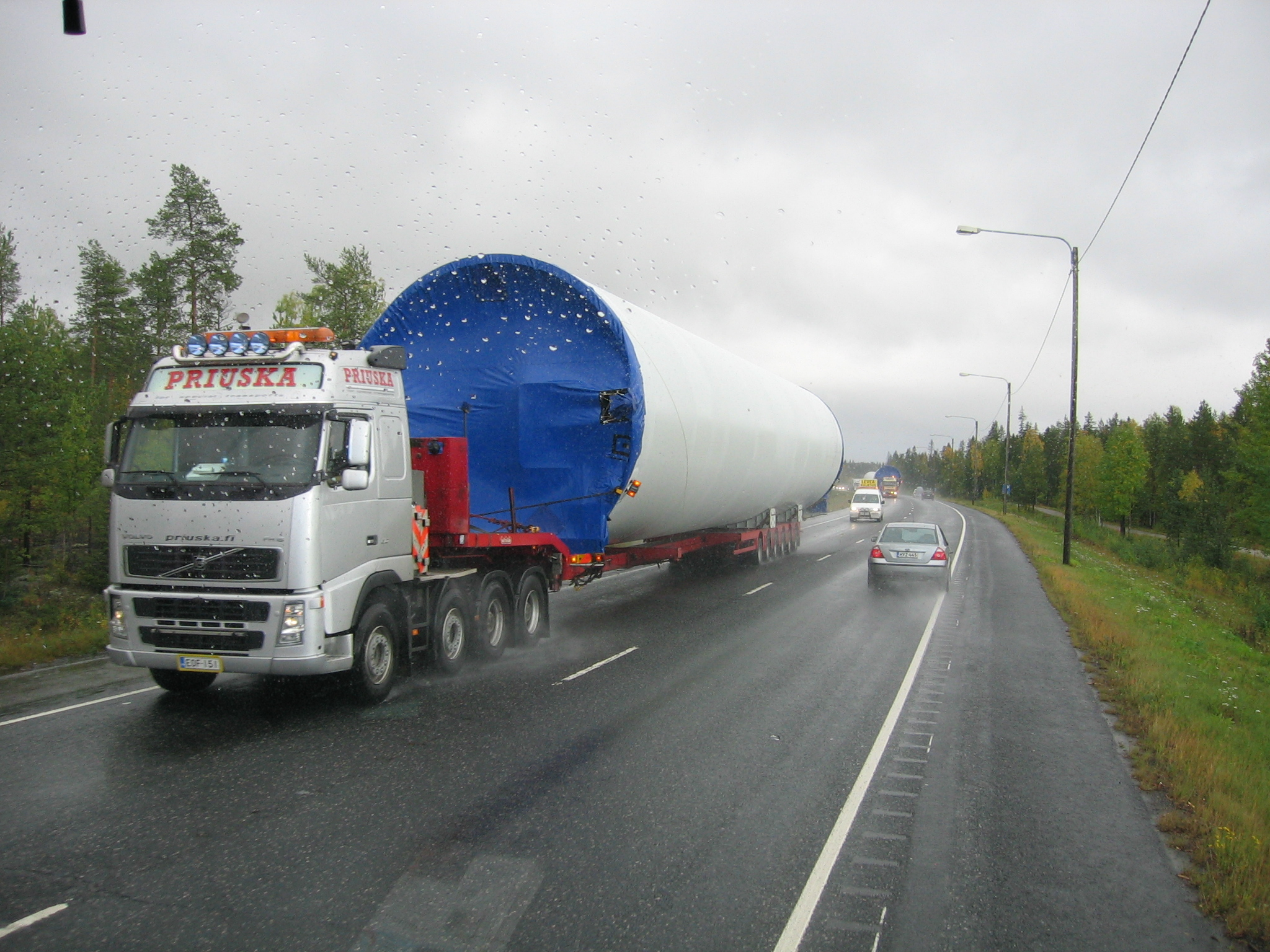
Exceptioneel transport over de weg.

Exceptioneel transport of uitzonderlijk vervoer is vervoer van goederen dat qua afmetingen (lengte, breedte, hoogte) en/of massa de regelgeving voor het wegvervoer niet naleeft. Indien zulk transport wil plaatsvinden, dient een vergunning of ontheffing aangevraagd te worden bij de overheid. Indien een spoorwegoverweg moet worden gepasseerd is de vervoerder verplicht met ProRail te overleggen.
Enkele voorbeelden zijn het vervoer van betonnen balken, transformatoren, machines en machineonderdelen, werktuigen voor de wegenbouw en delen van windturbines. Ook telescoopkranen en bepaalde landbouwwerktuigen vallen onder het uitzonderlijk vervoer.

## EU-regelgeving
Volgens de Europese richtlijn 96/53/EG is een ondeelbare lading een lading die ten behoeve van het vervoer over de weg niet in twee of meer ladingen kan worden gesplitst zonder dat zulks overmatige kosten of risico van schade meebrengt en die wegens haar afmetingen of massa niet kan worden vervoerd door een motorvoertuig, aanhangwagen, samenstel of geleed voertuig dat in alle opzichten aan het bepaalde van deze richtlijn voldoet.

## Nederland
In Nederland werd de regelgeving voor wegtransport tot 1 mei 2009 vastgelegd in het Voertuigreglement. Dit is overgegaan in de Regeling Voertuigen 2009.

### AVET
'AVET' betekent Algemene Voorwaarden voor Exceptioneel Transport.
Voor exceptioneel transport zijn andere voorwaarden van toepassing dan bij gewoon transport. Het bijzondere in de AVET-regelgeving is dat de afzender en vervoerder samen verplicht zijn te overleggen wie sommige taken moet regelen. Hierbij moet gedacht aan de extra werkzaamheden die aan dit type transport verbonden zijn zoals:
- het laden;
- het stuwen;
- het lossen;
- de zorg dragen voor een vrije route als bijvoorbeeld het transport zo groot is dat er verkeersborden moeten worden verwijderd.

De AVET kent ook verplichtingen en aansprakelijkheden voor zowel de vervoerder als de afzender.

### Transportbegeleiding
Soms is het transport dat moet gebeuren zo groot, breed of lang dat er transportbegeleiding bij moet zijn. Dit houdt simpelweg in dat er een of meerdere voertuigen met het transport meerijden om alles in goede banen te leiden. Nederland loopt voorop in Europa qua transportbegeleiding. Indien iemand in Nederland transportbegeleider wil worden, moet hij hiervoor een apart examen afleggen. Als hij voor dit examen slaagt, mag hij ook het verkeer stopzetten, (snel)wegen blokkeren en de Nederlandse verkeersregels overtreden, zolang dit in het belang is van de verkeersveiligheid.

## België
Vanaf 1 juli 2010 is in België het Koninklijk Besluit van 2 juni 2010 betreffende het wegverkeer van uitzonderlijke voertuigen van toepassing, aangevuld met het Ministerieel Besluit van 15 december 2010.
De regelgeving voorziet vier categorieën. Categorie 4 is de 'zwaarste', waarbij minstens een van de volgende grenzen is overschreden:
een lengte van 28 meter (voor een voertuig) of 35 meter (voor een sleep)
een breedte van 5 meter
een hoogte van 4,80 meter
een massa van 120 ton
De categorieën 1 en 2 zijn het voorwerp van langlopende vergunningen; voor 3 en 4 gaat het om kortlopende of tijdelijke vergunningen. Deze worden afgeleverd door de gewesten.

### Signalisatie en begeleiding
Voor elk uitzonderlijk transport moet een verkeerscoördinator aangesteld worden. Ook het gebruik van signalisatiepanelen en van geeloranje knipperlichten zijn altijd voorgeschreven. Vanaf bepaalde afmetingen zijn ook één, twee of drie begeleidingsvoertuigen in gele kleur verplicht, ook met signalisatiepanelen en knipperlichten. De verkeerscoördinator en de begeleiders hebben bevoegdheid om het verkeer te regelen. Begeleiding door de politie moet (enkel) gevraagd worden voor extreme situaties (rijden in tegengestelde zin, doorsteken van de middenberm van een autosnelweg, tegenhouden van verkeer waar dat meer dan 70 km per uur mag rijden).

### Producenten
Een aantal fabrikanten hebben zich gespecialiseerd in materieel voor het exceptioneel transport.
- Nooteboom
- Faymonville
- Scheuerle
- Goldhofer
- Broshuis
- Nicolas